# اسکاتزویل (تگزاس)
اسکاتزویل، تگزاس(به انگلیسی: Scottsville, Texas) شهری در ایالت تگزاس از ایالات جنوبی ایالات متحده آمریکا است. در سرشماری سال ۲۰۰۰، جمعیت این شهر ۲۶۳ نفر اعلام شد.